# Codi ATC D02
El  codi ATC D02, descrit com Emolients i protectors, és una subgrup terapèutic de l'Anatomical, Therapeutic, Chemical Classification System (ATC). La classificació ATC és un sistema de codis alfanumèric desenvolupat per l'Organització Mundial de la Salut (OMS) per als fàrmacs i altres productes sanitaris. El subgrup D02 és part del grup anatòmic D Medicaments dermatològics.

Els codis per a ús veterinari (codis ATCvet) poden han estat creats afegint la lletra Q davant dels codis ATC humans: QD02... 
Les adaptacions estatals de la classificació ATC poden incloure codis addicionals no presents en aquesta llista, que segueix la versió de l'OMS.

## D02A Emolients i protectors
D02A A Productes amb silicones
D02A B Productes amb zenc
D02A C Parafina tova i productes grassos
D02A D Emplastres líquids
D02A E Productes amb urea
D02A F Preparats amb àcid salicílic
D02A X Altres emolients i protectors

## D02B Protectors contra laradiació UV
D02B A Protectors contra la radiació UV d'ús tòpic
D02B B Protectors contra la radiació UV d'ús sistèmic